# Mermessus solus
Mermessus solus là một loài nhện trong họ Linyphiidae.
Loài này thuộc chi Mermessus. Mermessus solus được Alfred Frank Millidge miêu tả năm 1987.